# Rocchetta Sant'Antonio
Rocchetta Sant'Antonio är en ort och kommun i provinsen Foggia i regionen Apulien i Italien. Kommunen hade 1 820 invånare (2017).